# قائمة الأفلام المصرية سنة 1937
هذه قائمة بالأفلام المصرية لسنة 1937 مرتبة أبجدياً
| اسم الفيلم      | إخراج وكتابة                                   | بطولة                                                                                           | مصدر  |
| --------------- | ---------------------------------------------- | ----------------------------------------------------------------------------------------------- | ----- |
| العز بهدلة      | - اخراج : توجو مزراحي - تاليف : توجو مزراحي    | - شالوم - أحمد الحداد - روحية فوزي - محمد وافى - محمد السلاموني - فيكتوريا فارحي                | [ 1 ] |
| قصة نشيد الأمل  | - اخراج : أحمد بدرخان - تاليف : إدمون تويما    | - أم كلثوم - زكي طليمات - ماري منيب - سلوى تمبل - عباس فارس - فؤاد شفيق                         | [ 2 ] |
| سلامة في خير    | - اخراج : نيازي مصطفى - تاليف : نجيب الريحاني  | - نجيب الريحاني - حسين رياض - منسى فهمي - فؤاد شفيق - محمد كمال المصري (شرفنطح) - راقية إبراهيم | [ 3 ] |
| الحب المورستاني | - اخراج : ماريو فولبي                          | - محمود المليجي - ماري منيب - بشارة واكيم - السيد حسن جمعة - عبدالسلام الشريف - إستر شطاح       | [ 4 ] |
| المجد الخالد    | - اخراج : يوسف وهبي - تاليف : يوسف وهبي        | - يوسف وهبي - فؤاد شفيق - عبدالمجيد شكري - ليلى حلمي - عبدالحليم القلعاوي - أمينة محمد          | [ 5 ] |
| وراء الستار     | - اخراج : كمال سليم - تاليف : كمال سليم        | - رجاء عبده - عبدالغني السيد - عبدالسلام النابلسي - مختار عثمان - زينات صدقي - كمال سرور        | [ 6 ] |
| مبروك           | - اخراج : فؤاد الجزايرلي - تاليف : فؤاد الخولي | - أمينة نصحى - فوزي الجزايرلي - إحسان الجزايرلي - عبد الفتاح القصري - محمد الديب - سيد سليمان   | [ 7 ] |